# Station Braunschweig-Gliesmarode
Station Braunschweig-Gliesmarode (Bahnhof Braunschweig-Gliesmarode) is een spoorwegstation in de Duitse plaats Braunschweig, in de deelstaat Nedersaksen. Alleen op de spoorlijn Braunschweig - Gifhorn is er nog dagelijks reizigersverkeer.

## Indeling
Het station beschikt over één eilandperron, dat niet is overkapt, maar voorzien van abri's. Het perron is via een overpad te bereiken vanaf een naastgelegen voetpad. Hier bevinden zich ook een aantal fietsenstallingen. Ten noorden van het station kruist, onder de sporen langs, de tramlijn 3 die ook hier een halte heeft. Daarnaast is er ook een bushalte in de straat Berliner Straße.

## Verbindingen
De volgende treinserie doet het station Braunschweig-Gliesmarode aan:
| Serie | Treinsoort           | Route                                                                      | Bijzonderheden             |
| ----- | -------------------- | -------------------------------------------------------------------------- | -------------------------- |
| RB 47 | Regionalbahn (Erixx) | Braunschweig Hbf – Braunschweig-Gliesmarode – Gifhorn – Wittingen – Uelzen | Rijdt eenmaal per twee uur |